# إريك بارنز (لاعب غولف)
إريك بارنز (بالإنجليزية: Erik Barnes)‏ هو لاعب غولف أمريكي، ولد في 22 نوفمبر 1987 في كالامازو في الولايات المتحدة.

## وصلات خارجية
- إريك بارنز على موقع رابطة لاعبي الغولف المحترفين (الإنجليزية)
- إريك بارنز على موقع التصنيف العالمي الرسمي للغولف (الإنجليزية)